# David Magnan
Baptistin Joseph David Magnan, dit Lili, est né le 18 avril 1898 à Allauch et mort le 23 juillet 1918 à Vrigny. Il est Lili des Bellons dans les romans autobiographiques de Marcel Pagnol La Gloire de mon père et Le Château de ma mère.

## Biographie
Dans la série de quatre romans autobiographiques Souvenirs d'enfance de Marcel Pagnol, et plus particulièrement Le Château de ma mère paru en 1957, il est Lili des Bellons, un ami d'enfance. Il initie notamment Pagnol aux pièges à oiseaux dans le massif du Garlaban.
Dans le deuxième chapitre du Château de ma mère, lorsque Marcel et Lili se rencontrent, Marcel a neuf ans (l'action se situe durant l'été 1904) et Lili dit avoir huit ans. Or s'il est né en 1898, il a six ans (il est né dix jours avant Paul, le frère de Marcel).
Lors de la Première Guerre mondiale, il est engagé dans le 43e régiment d'infanterie coloniale (43e régiment d'infanterie de marine actuel), il est mort pour la France à 20 ans le 23 juillet 1918 à Vrigny.
Il est inhumé dans le même cimetière que Marcel Pagnol, au cimetière de la Treille, aux côtés de son père François.

## Postérité
Marcel Pagnol, en parlant de la mort de son frère Paul en 1932, explique dans Le Château de ma mère : « Mon cher Lili ne l'accompagna pas avec moi au petit cimetière de la Treille, car il l'y attendait depuis des années, sous un carré d'immortelles : en 1918, dans une noire forêt du Nord, une balle en plein front avait tranché sa jeune vie, et il était tombé sous la pluie, sur des touffes de plantes froides dont il ne savait pas les noms… »
Une rue « Chemin David Magnan, dit Lili, 1898-1918 » se trouve à côté du château de la Buzine — le château du Château de ma mère — dans le 11e arrondissement de Marseille. Son nom est écrit sur les monuments et plaques aux morts de la Première Guerre mondiale de la Treille et Allauch.
Dans les adaptations cinématographiques Le Château de ma mère (1990) et La Gloire de mon père (1990) réalisées par Yves Robert, Lili des Bellons est interprété par Joris Molinas. Dans le film de Christophe Barratier, Le Temps des secrets (2022), son rôle est tenu par le jeune Baptiste Négrel.